# Turniej Alberta Schweitzera

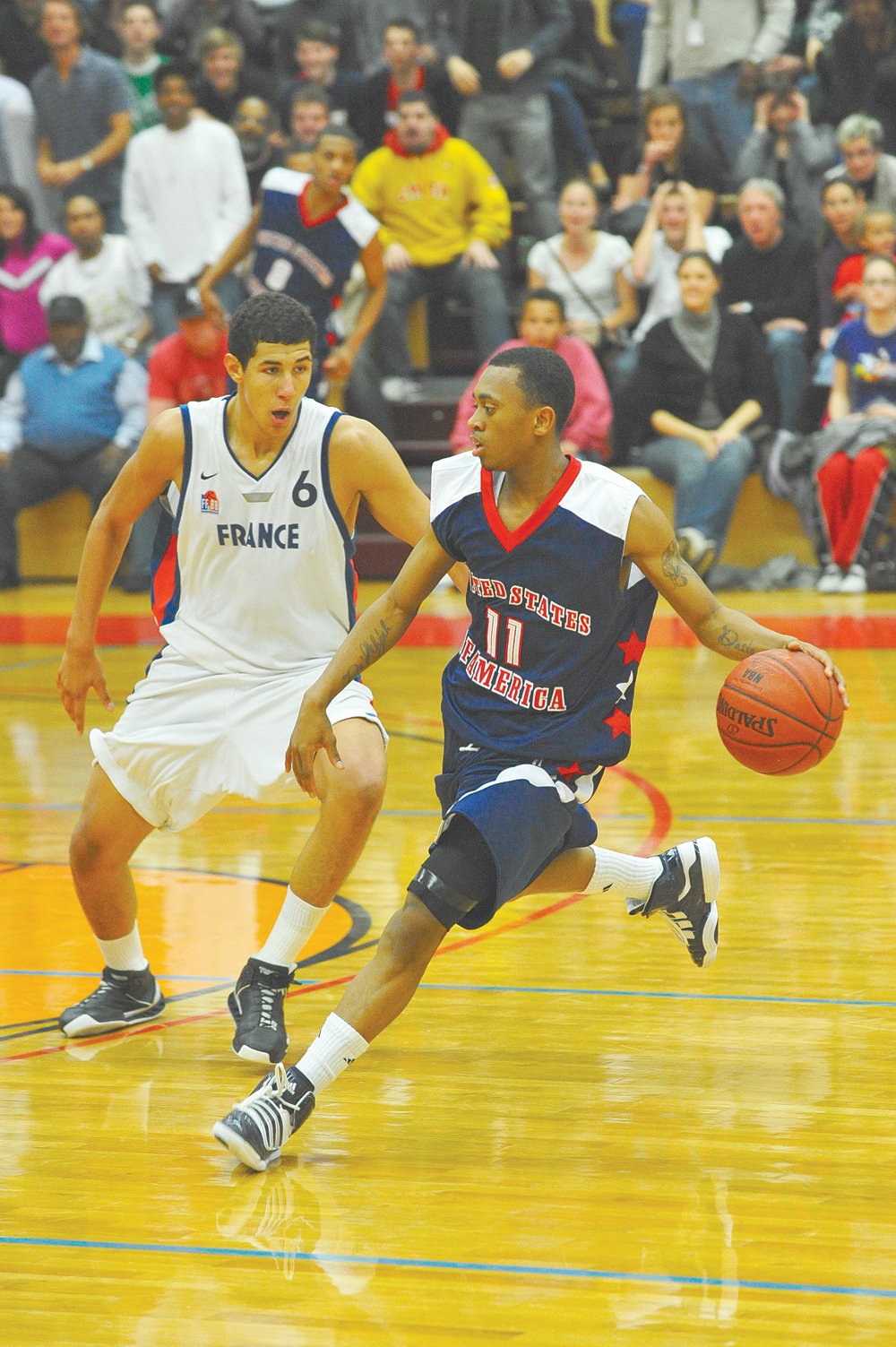
Francja vs. USA, podczas turnieju w 2010 roku.

Turniej Alberta Schweitzera (oficjalna nazwa: Albert Schweitzer Tournament (AST)) – międzynarodowy młodzieżowy turniej koszykarski, rozgrywany co dwa lata w niemieckim Mannheim, przez reprezentacje 16 krajów.
W turnieju biorą udział zawodnicy z grupy do lat 18. Organizatorem jest Niemiecka Federacja Koszykówki oraz miasto Mannheim. Rozgrywki noszą nazwę Alberta Schweitzera (1875–1965), niemieckiego teologa, filozofa, lekarza. Po raz pierwszy został rozegrany w grudniu 1958 roku. Hans-Joachim Babies i niemiecki pionier koszykówki, Hermann Niebuhr, zapytali teologa Schweitzera, o pozwolenie nazwania turnieju jego imieniem, na co uzyskali zgodę.
Od 1960 do 1966 roku nastąpiła przerwa w organizacji imprezy. W 1991 roku turniej nie został rozegrany z powodu wojny w Zatoce Perskiej. Od 1994 roku powrócono do organizacji zawodów w latach parzystych.
Mistrzostwa świata U-17 w koszykówce mężczyzn zostały zorganizowane po raz pierwszy dopiero w 2010 roku. W latach wcześniejszych federacja FIBA nie organizowała mistrzostw świata w kategoriach młodzieżowych. Pierwsze zostały rozegrane w 1979 roku, jako mistrzostwa świata U-19 w koszykówce mężczyzn. Do tamtego czasu turniej pełnił funkcję nieoficjalnych młodzieżowych mistrzostw świata.
Najwięcej zwycięstw ma na swoim koncie (stan na styczeń 2016) reprezentacja Stanów Zjednoczonych (10). Polska kadra wygrała turniej w 1967 roku, wicemistrzostwo w 1973 oraz dwa brązowe medale w 1969 i 1971 roku. W 1975 uplasowała się na 4. pozycji.

## Medaliści
| Rok  | Złoty medal       | Srebrny medal     | Brązowy medal      | 4. miejsce        |
| ---- | ----------------- | ----------------- | ------------------ | ----------------- |
| 1958 | Belgia            | Austria           | Niemcy             | Stany Zjednoczone |
| 1960 | Belgia            | Austria           | Stany Zjednoczone  | Holandia          |
| 1966 | Włochy            | Turcja            | Austria            | Stany Zjednoczone |
| 1967 | Polska            | Austria           | Francja            | Belgia            |
| 1969 | Włochy            | Czechosłowacja    | Polska             | Turcja            |
| 1971 | Jugosławia        | Włochy            | Polska             | Hiszpania         |
| 1973 | Stany Zjednoczone | Polska            | Jugosławia         | Włochy            |
| 1975 | Stany Zjednoczone | Turcja            | Hiszpania          | Polska            |
| 1977 | Stany Zjednoczone | Hiszpania         | Turcja             | Niemcy            |
| 1979 | Jugosławia        | Hiszpania         | Stany Zjednoczone  | ZSRR              |
| 1981 | Stany Zjednoczone | ZSRR              | Bułgaria           | Niemcy            |
| 1983 | Włochy            | Stany Zjednoczone | Niemcy             | Finlandia         |
| 1985 | Stany Zjednoczone | Jugosławia        | Turcja             | Szwecja           |
| 1987 | Stany Zjednoczone | Hiszpania         | Turcja             | Niemcy            |
| 1989 | Stany Zjednoczone | Grecja            | Francja            | Czechosłowacja    |
| 1993 | Stany Zjednoczone | Litwa             | Włochy             | Grecja            |
| 1994 | Stany Zjednoczone | Hiszpania         | Australia          | Litwa             |
| 1996 | Stany Zjednoczone | Francja           | Grecja             | Turcja            |
| 1998 | Hiszpania         | Australia         | Stany Zjednoczone  | Turcja            |
| 2000 | Jugosławia        | Grecja            | Stany Zjednoczone  | Australia         |
| 2002 | Grecja            | Hiszpania         | Jugosławia         | Stany Zjednoczone |
| 2004 | Turcja            | Argentyna         | Hiszpania          | Serbia            |
| 2006 | Francja           | Turcja            | Serbia             | Chorwacja         |
| 2008 | Grecja            | Turcja            | Australia          | Stany Zjednoczone |
| 2010 | Australia         | Niemcy            | Kadra Niemiec U-17 | Stany Zjednoczone |
| 2012 | Hiszpania         | Serbia            | Turcja             | Niemcy            |
| 2014 | Włochy            | Stany Zjednoczone | Serbia             | Turcja            |
| 2016 | Niemcy            | Serbia            | Włochy             | Francja           |

## Tytuły mistrzowskie według krajów
| Kraj              | Tytuły mistrzowskie |
| ----------------- | ------------------- |
| Stany Zjednoczone | 10                  |
| Włochy            | 4                   |
| Belgia            | 2                   |
| Jugosławia        | 2                   |
| Hiszpania         | 2                   |
| Grecja            | 2                   |
| Polska            | 1                   |
| Jugosławia        | 1                   |
| Turcja            | 1                   |
| Francja           | 1                   |
| Australia         | 1                   |

## Uczestnicy
Turniej jest istotnym wydarzeniem dla koszykarskich skautów z całego świata. Przez lata wielu uczestników, na kolejnych etapach swoich karier, trafiało do NBA oraz Euroligi.
Poniżej znajduje się lista uczestników turnieju, którzy w późniejszych etapach swoich karier występowali na parkietach ligi NBA:
| - Magic Johnson - Eddie A. Johnson - B.J. Armstrong - Eddie Griffin - Luke Babbitt - Kyle Lowry - Ramon Sessions - Cole Aldrich - Vince Carter - Glen Rice - Kent Benson - Kevin Garnett - Joseph Forte - Carlos Boozer - Andre Barrett - Jermaine O'Neal - Baron Davis - Tim Duncan - Robert Sacre - Facundo Campazzo - Dirk Nowitzki - Detlef Schrempf - Daniel Theis - Paul Zipser - Tony Parker - Jérôme Moïso - Ronny Turiaf - Boris Diaw - Johan Petro | - Rudy Gobert - Evan Fournier - Nicolas Batum - Alexis Ajinça - Pau Gasol - Raül López - Víctor Claver - Willy Hernangómez - Toni Kukoč - Dražen Petrović - Dino Rađa - Igor Rakočević - Miroslav Raduljica - Dario Šarić - Bruno Šundov - Zoran Planinić - Bojan Bogdanović - Uroš Slokar - Wiktor Chriapa - Andriej Kirilenko - Arvydas Sabonis - Darius Songaila - Šarūnas Jasikevičius - Swiatosław Mychajluk - Hedo Türkoğlu - Mehmet Okur - Ersan İlyasova - Enes Kanter - Furkan Aldemir - Cedi Osman | - Kostas Papanikolau - Andreas Gliniadakis - Andonis Fotsis - Wasilis Spanulis - Omri Casspi - Gal Mekel - Deni Avdija - Yi Jianlian - Patrick Mills - David Andersen - Andrew Bogut - Matthew Dellavedova - Mitchell Creek |

Poniżej znajduje się lista uczestników turnieju, którzy w późniejszych etapach swoich karier występowali w klubowych rozgrywkach międzynarodowych oraz narodowych ligach najwyższego poziomu w danym kraju:
| - Chuck Eidson - Erving Walker - Robin Benzing - Philipp Neumann - Andrew Albicy - Antoine Diot - Edwin Jackson - Adrien Moerman - Kim Tillie - Juan Antonio San Epifanio - Albert Miralles - Josep Pérez - Josep Franch - Tomislav Zubčić - Leon Radošević - Mario Delaš - Toni Prostran - Andrija Žižić - Milan Mačvan - Erazem Lorbek - Serhij Hładyr - Igors Miglinieks - Walerij Tichonenko - Fedor Licholitow - Martynas Gecevičius | - Doğuş Balbay - Deniz Kılıçlı - Egemen Güven - Ender Arslan - Antonello Riva - Pietro Aradori - Nikos Zisis - Charis Janopulos - Jiorgos Bogris - Wangelis Manddzaris - Leonidas Kaselakis - Nikos Papas - Kostas Sloukas - Wladimiros Jankowits - Linos Chrisikopulos - Dimitris Katsiwelis - Nondas Papandoniu - Sofoklis Schortsanitis - Lazaros Papadopulos - Christos Taputos - Chen Jianghua - Andrew Ogilvy |

## Nagrody i wyróżnienia

### MVP
| Rok  | MVP                    |
| ---- | ---------------------- |
| 1998 | David Andersen         |
| 2000 | Charis Markopulos      |
| 2002 | Sofoklis Schortsanitis |
| 2004 | Ersan İlyasova         |
| 2006 | Nicolas Batum          |
| 2008 | Nikos Papas            |
| 2010 | Mitch Creek            |
| 2012 | Nikola Radičević       |
| 2014 | Ethan Happ             |
| 2016 | Kostja Mushidi         |

### Burkhard Wildermuth Prize (Najbardziej Utalentowany Zawodnik)
Burkhard Wildermuth Prize lub Burkhard Wildermuth Award została przyznana po raz pierwszy w 2006. Otrzymuje ją najbardziej utalentowany zawodnik, dobrze rokujący na przyszłość. Nagroda otrzymała nazwę po Dr Burkhardzie Wildermuthu, długoletnim współorganizatorze turnieju Alberta Schweitzera.
| Rok  | Najbardziej Utalentowany Zawodnik |
| ---- | --------------------------------- |
| 2006 | Alexis Ajinça                     |
| 2008 | Enes Kanter                       |
| 2010 | Dario Šarić                       |
| 2012 | Cedi Osman                        |
| 2014 | Nicolás Aguirre                   |
| 2016 | Zhu Rongzhen                      |

### Składy najlepszych zawodników turnieju
- 2000:
  -  Charis Markopulos
  -  Misan Haldin
  -  Christos Taputos
  -  Wiktor Chriapa
  -  Jacob Holmes
- 2006:
  -  Doğuş Balbay
  -  Nicolas Batum
  -  Omri Casspi
  -  Miroslav Raduljica
  -  Alexis Ajinça
- 2012:
  -  Nikola Radičević
  -  Josep Pérez
  -  Paul Zipser
  -  Mihajlo Andrić
  -  Guillermo Hernangómez

- 2008:
  -  Erving Walker
  -  Nikos Papas
  -  Tomislav Zubčić
  -  Deniz Kılıçlı
  -  Enes Kanter
- 2014:
  -  Federico Mussini
  -  Ludvig Hakanson
  -  Stefan Lazarević
  -  Ethan Happ
  -  Egemen Güven

- 2010:
  -  Jackson Aldridge
  -  Evan Fournier
  -  Hugh Greenwood
  -  Mitch Creek
  -  Philipp Neumann
- 2016:
  -  Davide Moretti
  -  Aleksa Radanov
  -  Richard Freudenberg
  -  Boriša Simanić
  -  Zhu Rongzhen